# راشيل سانشيز
راشيل سانشيز (9 يناير 1989 في كوبا - ) هي لاعبة كرة طائرة كوبا في مركز وسط ‏. شاركت في الألعاب الأولمبية الصيفية 2008. ولعبت مع Halkbank Ankara (women's volleyball) ‏.

## وصلات خارجية
- راشيل سانشيز على موقع الاتحاد الأوروبي (الإنجليزية)
- راشيل سانشيز على موقع عالم الكرة الطائرة (الإنجليزية)
- راشيل سانشيز على موقع Ligue Nationale de Volley (الفرنسية)
- راشيل سانشيز على موقع أوليمبيديا (الإنجليزية)